# Martin Gumprecht

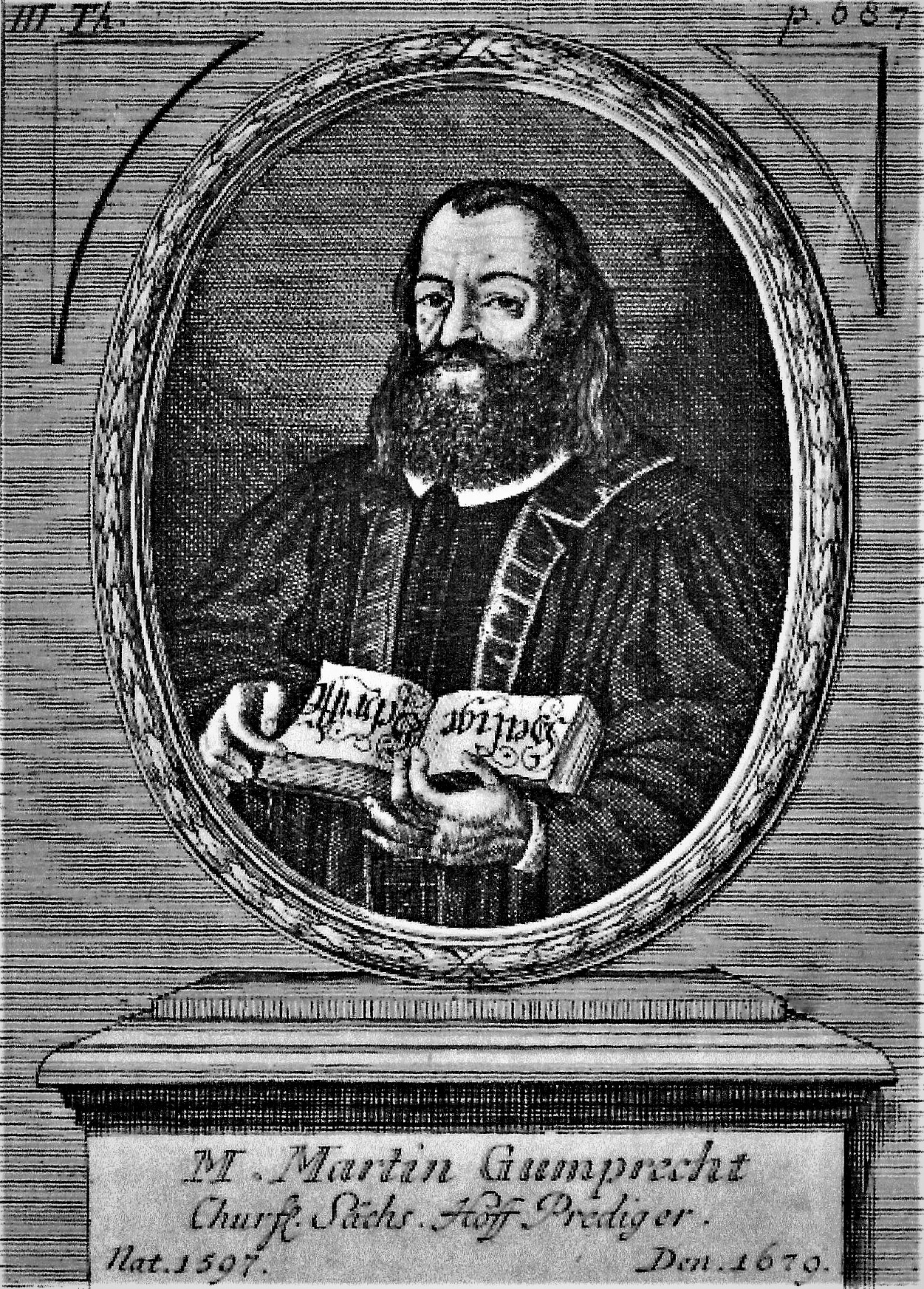
Magister Martin Gumprecht, Kurfürstlicher Sächsischer Hofprediger in Dresden

Martin Gumprecht (* 7. Juni 1597 in Sprottau; † 14. Juni 1679 in Bautzen) war ein deutscher lutherischer Pfarrer und sächsischer Hofprediger.

## Leben
Martin Gumprecht wurde als Sohn des Ratsherren und Bürgermeisters von Sprottau geboren. Er immatrikulierte sich 1616 an der Universität Wittenberg und studierte dort Philosophie und Theologie. Danach übernahm er 1619 eine Pfarrstelle im Herrschaftsdorf Niederleschen bei Sprottau. 1620 wechselte er nach Sprottau als Diakon. 1628 wurden er und seine ganze Familie, Eltern und Großeltern, durch die habsburgische Rekatholisierung aus Schlesien ausgewiesen. Er ging in das noch evangelisch gebliebene Herzogtum Liegnitz-Brieg-Wohlau. Dort hatte er von 1628 bis 1631 eine Stelle als Substitut des Pfarrers in Thommendorf (heute Tomisław).
Sein Vater, der als Exulant nach Bischofswerda in Sachsen auswich, übersiedelte 1630 nach Dresden. Martin Gumprecht folgte ihm 1631. Der Vater erreichte in Dresden großes Ansehen und wurde in den Stadtrat aufgenommen. Er übte das Amt eines Stadtrichter und Religionsverwalters aus. Im Kreis der Ratsfamilien fand Martin Gumprecht Förderer, darunter den Oberhofprediger Matthias Hoë von Hoënegg, der talentierte Exulanten förderte.
Martin Gumprecht begann 1631 als einfacher Substitut beim Altdresdner Diakon Stephan Krüger, dessen Nachfolger er am 10. Februar 1632 wurde. 1635 erreichte er das Amt des Dritten Hofpredigers. 1636 nahm ihn Kurfürst Johann Georg I. als Feldprediger auf seinen Kriegszug nach Magdeburg mit. Im Herbst 1640 nahm Gumprecht eine freie Stelle als Oberpastor in der Bautzener Simultankirche St. Petri an. Dort gestaltete er 40 Jahre das kirchliche Leben in der Oberlausitz. In der Bautzener Taucherkirche wurde er am 14. Juni 1679 beerdigt.
Zu seinen Verdiensten zählen verschiedene religiöse Erbauungsvorschriften, zahlreiche Leichenpredigten, im Besonderen auch für seinen Kurfürsten Johann Georg I. und dessen Gattin Magdalena Sibylla.
Gumprecht war dreimal verheiratet, er hatte mit seinen Frauen sechs Söhne und zehn Töchter.

## Genealogie
Vater: George Gumprecht (1576/77–1650) Bürgermeister in Sprottau/Niederschlesien
Mutter: Maria Kloß; Bruder: Jeremias (1604–1660), Kaufmann, kursächsischer Hoffaktor in Dresden
- Martin Gumprecht (1597–1679) heiratete 1620 in Sprottau

Erste Frau 1620, Ursula Holfeld (1604–1633), Tochter von Christoph H. Assesor am Hofgericht Sprottau und Hedwig Schwan (Vater Georg Schwan (* 1550) war Erb- u. Gerichtsscholz von Petersdorf)
- Söhne: Samuel; Daniel; Martin
- Töchter: Maria († vor 1628); Rosina († 1631); Sabina († vor 1636)

Zweite Frau 1634, Clara Stollet (1614–1649), Tochter des sächsischen Oberhofjägers, Oberförster Johann Stollet
- Söhne: Hans Dietrich; Caspar Bernhardt (1614–1649); Hans Christoph (1649–)
- Töchter: Anna Margaretha (1643–1644); Catharina Elisabeth, verh. Schlenckricht (1644–1667); Anna Maria (* 1636); Clara Corona, verh. Crusius (1647–1678)

Dritte Frau 1650, Martha Biesenhauer (1619–1675)
- Töchter: Sophia (1651–1654); Christiane Margaretha (* 1653); Anna Martha (1657–1684), verh. 1674 mit Gottfried Strauß[2]